# ノムラクリーニング
株式会社ノムラクリーニングは、本社を大阪府八尾市に置く、関西圏大手のクリーニング会社である。。

## 沿革
- 1957年10月 - 八尾市植松町に野村クリーニング店を創業。
- 1964年10月 - 有限会社野村クリーニングセンター設立。
- 1974年7月 - 組織変更し、株式会社野村クリーニング設立。八尾市八尾木に本社を移転。
- 1981年10月 - 有限会社ノムラクリーニングセンターを有限会社ペンギン商事に商号変更。
- 1984年2月 - 八尾市高美町6-3-4に八尾工場を移転。
- 1984年8月 - 株式会社野村クリーニングを株式会社ノムラクリーニングに商号変更。
- 1988年3月 - 有限会社ペンギン商事をペンギン商事株式会社に商号変更。

## 出店地域
大阪府、奈良県、兵庫県、京都府にて200店舗を展開。

## グループ会社
- ペンギン商事株式会社
- 株式会社リナビス